# Loweria haplochroa
Loweria haplochroa là một loài bướm đêm trong họ Geometridae.